# CRISAT
CRISAT (англ.  Collaborative Research Into Small Arms Technology; «Совместные исследования в области технологий малокалиберного оружия, 1993») — наименование меморандума НАТО CRISAT, содержащего стандартизованные исходные данные по целям, представленным живой силой противника, и требования к поражающему действию систем (оружие и боеприпас) ближнего боя.
Документ вводит понятие стандартной цели CRISAT и индивидуальной бронезащиты CRISAT и дает описание стандартизованных средств индивидуальной бронезащиты (СИБ) противника — государств бывшего Варшавского Договора и вооруженных сил Российской Федерации. В состав указанных СИБ помимо жилета CRISAT входит пластиковый (тканево-полимерный) защитный шлем типа PASGT, оснащенный прозрачным лицевым щитком из поликарбоната толщиной 12 мм.
В итоге, стандартная цель CRISAT представлена живой силой в СИБ (бронежилете), защитные элементы которого выполнены из титанового слоя (пластины с перекрытиями) толщиной 1,6 мм, с тыльной стороны которого находится 20 слоев арамидной ткани «кевлар». За основу характеристик бронежилета CRISAT приняты обобщенные характеристики бронежилетов советского периода индекса ГРАУ 6Б2 и 6Б5-1. По замыслу разработчиков требований НАТО CRISAT, указанные характеристики в обобщенном и экстраполированным на дальнейшее развитие виде должны представлять некий минимальный и обязательный уровень защиты живой силы противника. Соответственно от разработчиков систем оружия (и боеприпасов) ближнего боя требуется обеспечение поражения защищённой живой силы с заданным уровнем вероятности.
Стандартная цель CRISAT выдерживает полнооболочечную пулю распространенного в НАТО 9-мм патрона при стрельбе в упор и осколочный имитатор массой 1,1 г при скорости встречи 750 м/с. Однако поражается новыми пистолетными патронами, разработанными под требования CRISAT 5,7×28 мм и 4,6×30 мм при стрельбе с дистанций, превышающих 200 м. Причем поражение стандартной цели CRISAT требует не только пробития ее индивидуальной защиты (бронежилета), но гарантированного, с заданной вероятностью, выведение живой цели из строя.
На Западе широкое распространение получили различные осколочные боеприпасы с готовыми поражающими элементами (ГПЭ) из тяжелого вольфрамового сплава, рассчитанными на поражение стандартной цели CRISAT,  масса  которых qПЭ= 0,25 г и диаметр dПЭ = 3,0 мм, см. ниже. К ним относятся 40-мм выстрел «Бофорс» 3Р (3 тыс. шт.) и некоторые 30-мм (30×173 мм), 35-мм HETF и 40-мм (40×52 мм) гранаты серии HETF (High-Explosive Time-Fuze) разработки «Рейнметалл».
Исходные данные CRISAT легли в основу соглашения по стандартизации STANAG 4512 NATO, озаглавленного Infantry Weapons Standardization — «Стандартизация пехотного оружия», содержащего описание спешившейся защищенной живой цели.

## Противоосколочная стойкость бронезащиты CRISAT
В Англии в начале 1990-х гг. Университетом Кренфилда, Shrivenham выполнены исследования уязвимости для осколочных средств поражения индивидуальной бронезащиты CRISAT, послужившие основой для выбора готовых поражающих элементов перспективных боеприпасов различного назначения, в том числе средств ближнего боя. Цель исследования состояла в определении параметров ГПЭ и их минимизации (массы элемента и его энергии) готовых поражающих элементов из тяжелого вольфрамового сплава, обеспечивающих вывод из строя защищенной СИБ CRISAT живой цели. В указанном исследовании защитные характеристики CRISAT представлены параметром удельной энергии пробития жилета различными поражающими элементами, а также графическими зависимостями остаточной энергии элемента после пробития от величины начальной энергии при встрече с преградой. Ниже в таблице представлены рассчитанные по представленным зависимостям значения предельных скоростей поражающих элементов. По результатам английских испытаний определена величина удельной убойной энергии (обеспечивающая пробитие БЖ и вывод из строя его носителя) при поражении бронежилета вольфрамовыми осколками сферической формы, составляющая 20 Дж/мм2.
| Поражающий элемент                        | Диаметр элемента, мм | Масса элемента, г | Площадь миделя, мм2 | Линейное уравнение            | Предельная скорость V‒ м/с | Предельная скорость V+ м/с |
| ----------------------------------------- | -------------------- | ----------------- | ------------------- | ----------------------------- | -------------------------- | -------------------------- |
| Вольфрамовая сфера                        | 2,9                  | 0,23              | 6,60                | Еост = 0,856 × Евстр – 9,038  | 800                        | 910                        |
| Осколочный имитатор 5,56мм (массой 1,1 г) | 5,46                 | 1,1               | 23,41               | Еост = 0,881 × Евстр – 11,682 | 750                        | 790                        |
| Стальная сфера (из отожженой стали)       | 2,6                  | 0,07              | 5,31                | --                            | --                         | 1580                       |

Примечания к таблице:
Евстр, Дж/мм2 - удельная энергия встречи осколочного элемента с БЖ;
Еост, Дж/мм2 - остаточная удельная энергия элемента после пробития БЖ;
V‒, м/с - максимальная скорость непробития БЖ осколком;
V+, м/с - минимальная скорость пробития БЖ осколком.
Для новой 40-мм англо-французской пушки СТ40, предназначенной для стрельбы телескопическими боеприпасами, разработан выстрел общего назначения со снарядом GRP воздушного подрыва, посредством которого обеспечивается покрытие осколочным полем площади 12 м × 40 м (длина × ширина), при этом на площади 6 м × 16 м обеспечивается поражение ЖС в бронежилетах CRISAT, находящейся в положении «лежа» с вероятностью > 50%.